# Второто петно
„Второто петно“ (на английски: The Adventure of the Second Stain) е разказ на писателя Артър Конан Дойл за известния детектив Шерлок Холмс. За първи път е публикуван през 1904 г. и е включен в сборника „Завръщането на Шерлок Холмс“, издаден през 1905 година.

## Сюжет
Внимание:  Текстът по-долу разкрива сюжета на произведението (или части от него)!
Към Шерлок Холмс се обръщат двама държавници на Обединеното кралство: министър-председателят лорд Белинджър и министърът по европейските въпроси Трелъни Хоуп. Откраднато е съхраняваното в дома на Хоуп писмо от неназован европейски монарх до британското правителство, а публикуването във вестниците на толкова необмислено и предизвикателно писмо може да предизвика общоевропейска война. Ето защо министър-председателят моли Холмс да положи всички свои усилия в търсенето на писмото, при спазване на най-строга секретност.
Холмс предполага, че организирането на кражбата на такъв важен документ е по силите само на трима тайни агенти от световна класа: Оберщейн, Ларотиер и Едуардо Лукас. В същия момент Уотсън забелязва съобщение във вестника, че Лукас е бил убит в собствената му къща точно в навечерието на кражбата. Холмс веднага решава, че кражбата и убийството несъмнено са свързани. Неочаквано, Холмс е посетен от съпругата на Трелъни Хоуп, лейди Хилда. Тя моли Холмс да ѝ каже какво е съдържанието на откраднатия от мъжа ѝ документ, но детективът категорично отказва да сподели секретната информация и само потвърждава предположението на лейди Хилда, че ако документът не бъде открит, с кариерата на Трелъни Хоуп е свършено.
Няколко дни по-късно от Париж идва новината, че госпожа Фурне, завърнала се от неотдавнашно пътуване до Лондон, е полудяла и при последвало разследване е установено, че е била съпруга на починалия Лукас. Тайният агент явно е водил двойствен живот: в Париж – под името Фурне, а в Лондон – под името Лукас.
Холмс решава да посети мястото, където е убит Лукас и там разследващият престъплението инспектор Лестрейд запознава Холмс с изненадващ факт: петното от кръв на килима не съвпада с петното върху самия под, въпреки че килимът целият е пропит от кръв. Холмс решава, че някой е местил килима и веднага предлага на Лестрейд да извикат и разпитат полицая, охраняващ къщата. Докато Лестрейд разпитва полицая в съседно помещение, Холмс открива тайник, който обаче е празен. Полицаят признава, че, докато е бил на пост, е пуснал на местопрестъплението много красива жена.
Заедно с Уотсън, Холмс тръгва към лейди Хоуп, където детективът ѝ предлага веднага да върне писмото. Първоначално лейди Хоуп категорично отрича да има информация по въпроса, но след като осъзнава, че неизбежно ще бъде разкрита, се предава и им дава писмото. Холмс предлага неочакван ход: да поставят писмото обратно в куриерската чанта, където е било скрито и да се преструват, че изобщо не е изчезвало. Така Холмс е готов да защити лейди Хоуп от нежелани обяснения пред съпруга ѝ, но в замяна изисква честно обяснение на мотивите на действията ѝ. Оказва се, че Лукас е изнудвал лейди Хоуп с нейно невнимателно любовно писмо отпреди брака ѝ и е предложил да го размени за писмо, което тя трябва да открадне от чантата на мъжа си. След размяната на писмата, пред погледа на лейди Хоуп Лукас е сложил писмото на чуждия монарх в тайника под килима, но в следващия момент в къщата е нахлула мадам Фурне и заблудена, че лейди Хоуп е поредната любовница на мъжа ѝ, е убила Лукас в пристъп на ревност.
Тъкмо лейди Хилда завършва своя разказ, в къщата се връща съпругът ѝ, Трелъни Хоуп, в компанията на министър-председателя. Холмс спокойно ги информира, че според него писмото изобщо не е изчезвало, а все още е в кутията за документи. Макар и с недоверие, Хоуп започва да рови из купчината документи в чантата си и бързо намира важното писмо. Радостен и шокиран, Хоуп се втурва да търси съпругата си. На въпроса на министър-председателя как е възможно откраднатото писмо отново да се окаже в чантата, Холмс отговаря с усмивка, че и детективите си имат своите „дипломатически тайни“.